# Herb obwodu ługańskiego

Herb obwodu ługańskiego

Herb obwodu ługańskiego przedstawia na tarczy dzielonej na sześć pól - w polu pierwszym zielonym złotego stąpającego konia. Pola 2 i 3 - puste czerwone. W polu 4 - zielonym złoty wspięty  bobak (suseł). U podstawy w polu błękitnym złote wschodzące słońce o 14 promieniach.
Na tarczy sercowej w polu złotym czarny kwadrat z płomieniami, pomiędzy dwoma czarnymi młotkami.
Herb przyjęty został 15 maja 1998 roku.